# 平颏鲈
平颏鲈（學名：Genyatremus luteus）是笛鲷目石鲈科平颏鲈属的一种海鱼，分布于哥伦比亚至巴西的大西洋沿岸水域。

## 外貌描述
平颏鲈大致呈椭圆形，身体较为扁平，其深度略低于其体长的一半。其头很小，嘴巴大小中等。颏部有2个孔，但没有中央凹槽，其前鳃盖的角处有明显的锯齿。其背鳍较高，有13条银色的棘刺和12根软条，其中第5棘刺明显比其余棘刺长，而臀鳍有3条棘刺和11根软条，其尾鳍微缺。平颏鲈身体呈银色，带有淡黄色光泽，前鳃盖边缘与尾鳍根部为黄色，臀鳍、尾鳍与腹鳍后部边缘为黑色，胸鳍为淡黄色。平颏鲈的侧线由51-53片鳞片组成，其上有11排鳞片，其下则有19排。平颏鲈最长可长到37厘米，但大多数不超过25厘米。 

## 物种分布
平颏鲈分布于于南美洲的大西洋沿岸，自哥伦比亚东部至巴西的水域，亦见于小安的列斯群岛。 

## 生态
平颏鲈多分布于河口湾等淡咸水交界处，偏好生活于泥质或沙质海床之上，但也见于海水中。  其主要的猎物为小鱼和甲壳动物。

## 物种命名
德国博物学家馬庫斯·埃利澤·布洛赫于1790年首次描述平颏鲈，他认为该鱼为笛鲷属物种，模式产地为小安地列斯群岛，后人猜测可能是马提尼克岛。其种加词luteus为拉丁语，意为藏红色，这可能是指其部分鱼鳍的颜色。。1862年美国生物学家西奥多·吉尔创立了平颏鲈属，并将平颏鲈与另一种鱼类Genyatremus cavifrons划入其中，学名因此改为Genyatremus luteus。虽然后者为该属的模式种，但有学者认为其并不属于石鲈科因此应当将其重新分类，并以平颏鲈为模式种。

## 经济利用
平颏鲈是一种低价值的经济鱼类 。渔民多使用围网和拖网捕捞平颏鲈，后在市场上作为鲜鱼出售。 

## 文献索引
1. ↑  Nicolas Bailly. . World Register of Marine Species. 2008  [22 July 2017]. （原始内容存档于2022-10-23）.
2. 1 2 3 4  Lindeman, K.C. Kent E. Carpenter , 编.  (PDF). FAO Species Identification Guides for Fisheries Purposes. American Society of Ichthyologists and Herpetologists Special Publication No. 5. FAO of the U.N., Rome. 2002: 1522–1550  [2022-10-22]. （原始内容存档 (PDF)于2021-04-19）.
3. 1 2 3  Froese, R. & Pauly, D. (eds.) (2006). Genyatrumus luteus. FishBase. Version 2006-04.
4. ↑  Christopher Scharpf; Kenneth J. Lazara (编). . The ETYFish Project Fish Name Etymology Database. Christopher Scharpf and Kenneth J. Lazara. 5 January 2021  [19 April 2021]. （原始内容存档于2021-04-12）.
5. ↑  Paolo Parenti.  (PDF). Iranian Journal of Ichthyology. 2019, 6 (3): 150–196  [2022-10-23]. （原始内容存档 (PDF)于2022-10-23）.